# Local Natives
Local Natives est un groupe de rock indépendant américain, originaire de Los Angeles, en Californie. Leur son a été défini comme « des guitares d'influence afro-pop avec des percussions hyperactives et des harmonies à trois voix accrocheuses[réf. nécessaire]. »
La formation est constituée de Taylor Rice au chant et à la guitare, Kelcey Ayer au chant, au clavier ainsi qu'aux percussions, Ryan Hahn au chant, à la guitare ainsi qu'à d'autres instruments à cordes plus atypiques tels que le banjo, Andy Hamm à la guitare basse et parfois au chant, et enfin Matt Frazier à la batterie.

## Biographie

### Création etGorilla Manor(2005–2011)
Le groupe s'assemble à la Tesoro High School, basée dans le comté d'Orange, avec Kelcey Ayer, Ryan Hahn, et Taylor Rice. Un an plus tard, ils recrutent le bassiste Andy Hamm et le batteur Matt Frazier. En décembre 2008, ils emménagent tous dans une maison à Silver Lake et commencent à travailler sur un premier album.
Leur premier album intitulé Gorilla Manor est sorti en novembre 2009. Forgeant leur propre musique, ces cinq californiens ont trouvé une alternative très honorable de la musique rock actuelle jugée parfois répétitive. Ce groupe a la particularité de plaire à plusieurs générations ne s'enfermant pas dans une tranche d'âge, ce qui l'empêcherait d'évoluer par la suite. Le groupe attire ensuite l'attention de la presse spécialisée en jouant au festival SXSW d'Austin ; le groupe est alors très souvent comparé dans de nombreuses revues à des groupes comme Band of Horses, Vampire Weekend ou encore Fleet Foxes. et à « un genre de Grizzly Bear de la côte ouest ».
En 2010, leur morceau Wide Eyes est popularisé en Australie après avoir été ajouté à la campagne présidentielle des démocrates australiens. En 2011, ils embarquent pour une tournée européenne ouvrant pour Edward Sharpe and the Magnetic Zeros, et font leurs débuts australiens au St Jerome's Laneway Festival . Le départ du bassiste Andy Hamm est annoncé en 2011.

### Hummingbird(2012–2013)

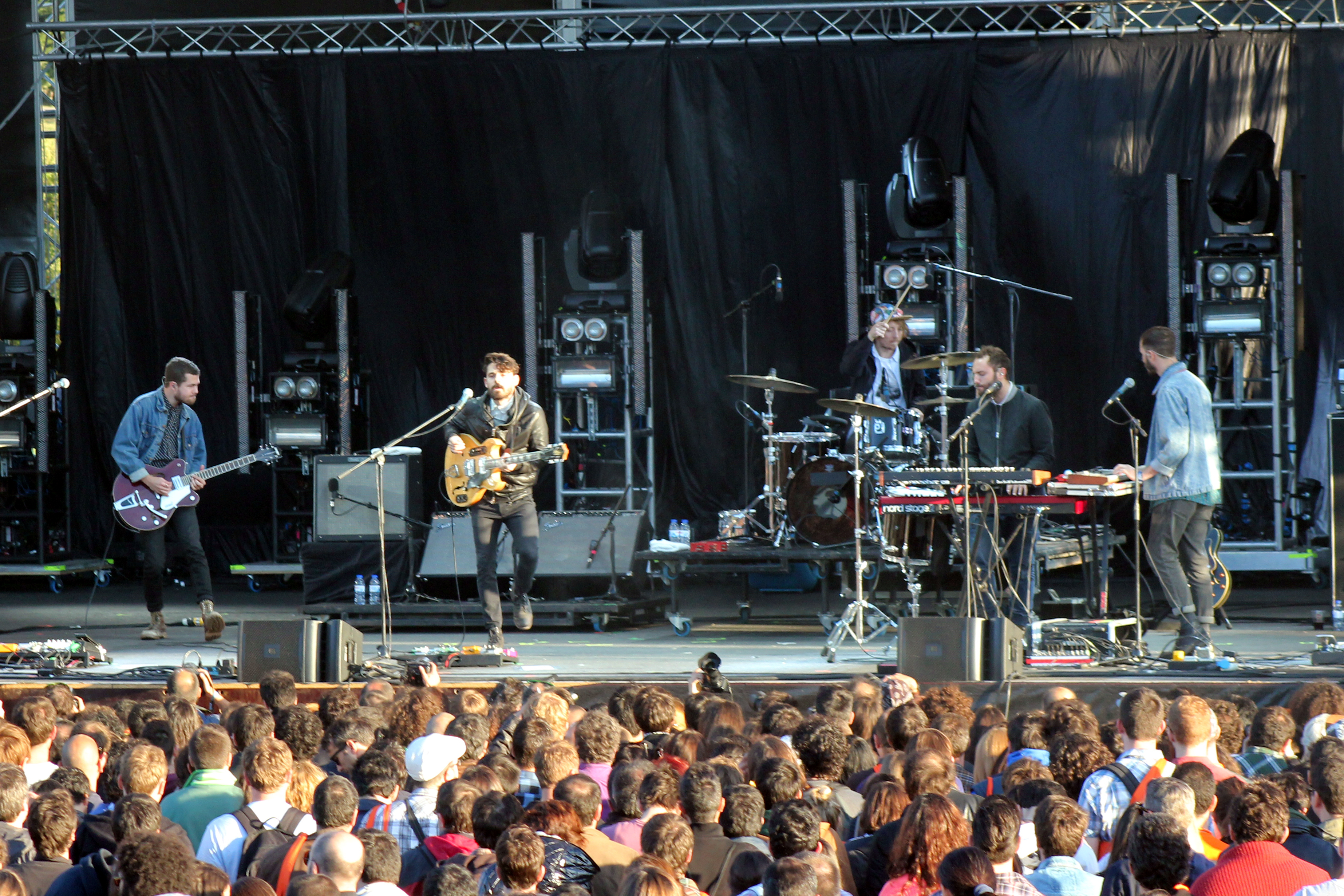
Local Natives à l'Optimus Primavera Sound en 2013.

Au Lollapalooza,  le groupe annonce la construction d'un nouveau studio et la sortie prochaine d'un deuxième album, Hummingbird, qui est publié le 29 janvier 2013. Hummingbird est produit par Aaron Dessner de The National, et même s'il se différencie de Gorilla Manor's Sun Hands, le chanteur et guitariste Taylor Rice ne considère pas Hummingbird comme un album plus sombre.
En 2012, le groupe joue aux côtés de Nik Ewing comme bassiste de tournée ; cependant, il deviendra membre officiel au Austin City Limits le 11 octobre 2013.

### Sunlit Youth(depuis 2014)
En août 2014, lors d'un concert à Salt Lake City, dans l'Utah, pendant les Twilight Concert Series, le groupe annonce un troisième album.
Le 29 avril 2016, Local Natives publie un nouveau single, Past Lives, expliquant que « le monde n'a rien de statique, ça se renouvelle encore et encore. Mais on a tendance à vivre en boucle, appréciant cette manière de vivre, combattant les mêmes démons [...]. » En mai 2016, le groupe joue les premières chansons de leur premier album live. L'album Sunlit Youth est publié le 9 septembre 2016.

## Membres

### Membres actuels
- Taylor Rice - chant, guitare
- Kelcey Ayer - chant, claviers, percussions, guitare
- Ryan Hahn - guitare, claviers, mandoline, chant
- Matt Frazier - batterie
- Nik Ewing - basse, claviers, chant (depuis 2012)[12]

### Ancien membre
- Andy Hamm - basse (2006-2011)

## Discographie

### Albums studio
- 2009 : Gorilla Manor
- 2012 : Hummingbird
- 2016 : Sunlit Youth[13]
- 2019 : Violet Street
- 2023 : Time Will Wait For No One

### Singles
- 2009 : Sun Hands
- 2009 : Camera Talk
- 2009 : Airplanes
- 2010 : Wide Eyes
- 2010 : Who Knows Who Cares
- 2010 : World News
- 2012 : Breakers
- 2013 : Heavy Feet
- 2013 : You and I
- 2013 : Ceilings
- 2016 : Past Lives
- 2016 : Villainy
- 2016 : Fountain of Youth
- 2016 : Coins
- 2016 : Ultralight Beam
- 2017 : I Saw You Close Your Eyes
- 2017 : The Only Heirs